# Curiosa
Curiosa es un película francesa estrenada de 2019 del género drama biográfico dirigida por Lou Jeunet, y está protagonizada por Noémie Merlant, Niels Schneider, Benjamin Lavernhe, Amira Casar, Camélia Jordana, Mélodie Richard y Damien Bonnard.

## Sinopsis
Narra la biografía de Marie de Régnier, una mujer de la Francia de principios del siglo XX que experimentó con su sexualidad y que cosechó una prolífica carrera en el mundo de la literatura y la poesía. Para pagar las deudas de su familia, Marie de Heredia se casa con el poeta Henri de Regnier, pero ella es la amante de Pierre Louy, un poeta que también es un erotómano y un viajero. Es con él con el que vivirá una iniciación al amor y el erotismo a través de su vínculo fotográfico y literario.

## Reparto
- Noémie Merlant - Marie de Heredia
- Niels Schneider - Pierre Louÿs
- Benjamin Lavernhe - Henri de Régnier
- Camélia Jordana - Zohra Ben Brahim
- Amira Casar - Madame de Heredia
- Scali Delpeyrat - José-Maria de Heredia
- Mathilde Warnier - Louise de Heredia
- Mélodie Richard - Hélène de Heredia
- Émilien Diard-Detoeuf - Jean de Tinan
- Damien Bonnard - André Chaumeix

## Recepción de la crítica
La película recibió críticas variadas, y Allociné señaló una calificación promedio de 2.9/5 por parte de los críticos de cine profesionales.
Première encontró algunos puntos positivos a pesar de una calificación promedio: "No nos quejaremos de este deseo de imágenes y belleza que falta cruelmente en el cine francés". Le Monde fue un poco más severo: "... la película no problematiza realmente la cuestión de la imagen, que sustituye por un sensualismo algo adulterado".